# San Juan Koop
San Juan Koop es una localidad, comisaría del municipio de Muxupip en el estado de Yucatán localizado en el sureste de México.

## Toponimia
El nombre (San Juan Koop) hace referencia a Juan el apóstol y koop proviene del idioma maya.

## Datos históricos
- En 1927 pasa del municipio de Tixkokob al de Muxupip.

## Importancia histórica
Tuvo su esplendor durante la época del auge henequenero y emitió fichas de hacienda las cuales por su diseño son de interés para los numismáticos. Dichas fichas acreditan la hacienda como propiedad de A.M. Burgos en 1915.

## Demografía
Según el censo de 2005 realizado por el INEGI, la población de la localidad era de 311 habitantes, de los cuales 149 eran hombres y 162 eran mujeres.
| 216                         | 225 | 202 | 242 | 245 | 318 | 374 | 258 | 255 | 277 | 288 | 288 | 311 |
| (Fuente: INEGI [Consultar]) |     |     |     |     |     |     |     |     |     |     |     |     |

## Galería

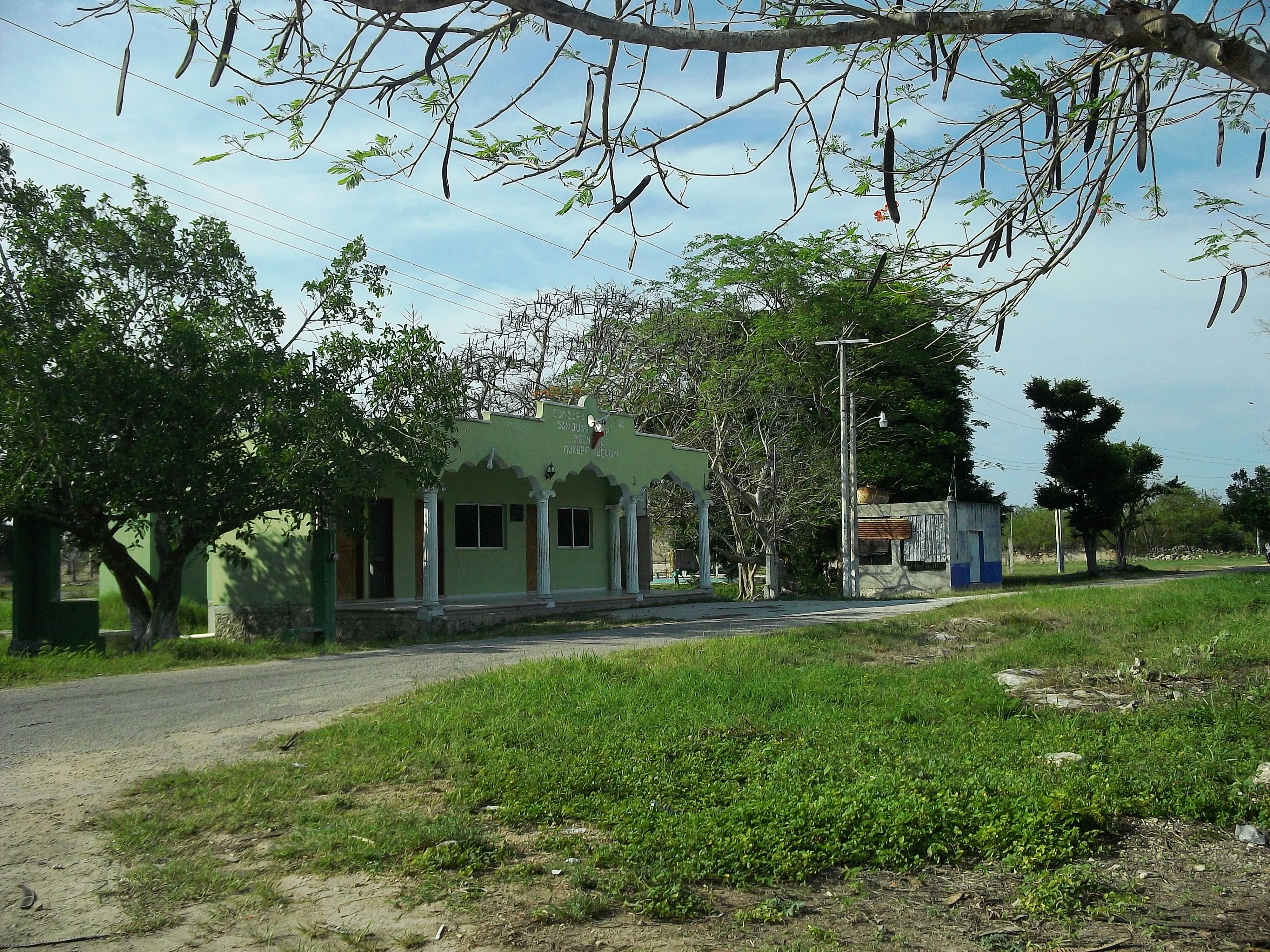
Casa comisarial de San Juan Koop.
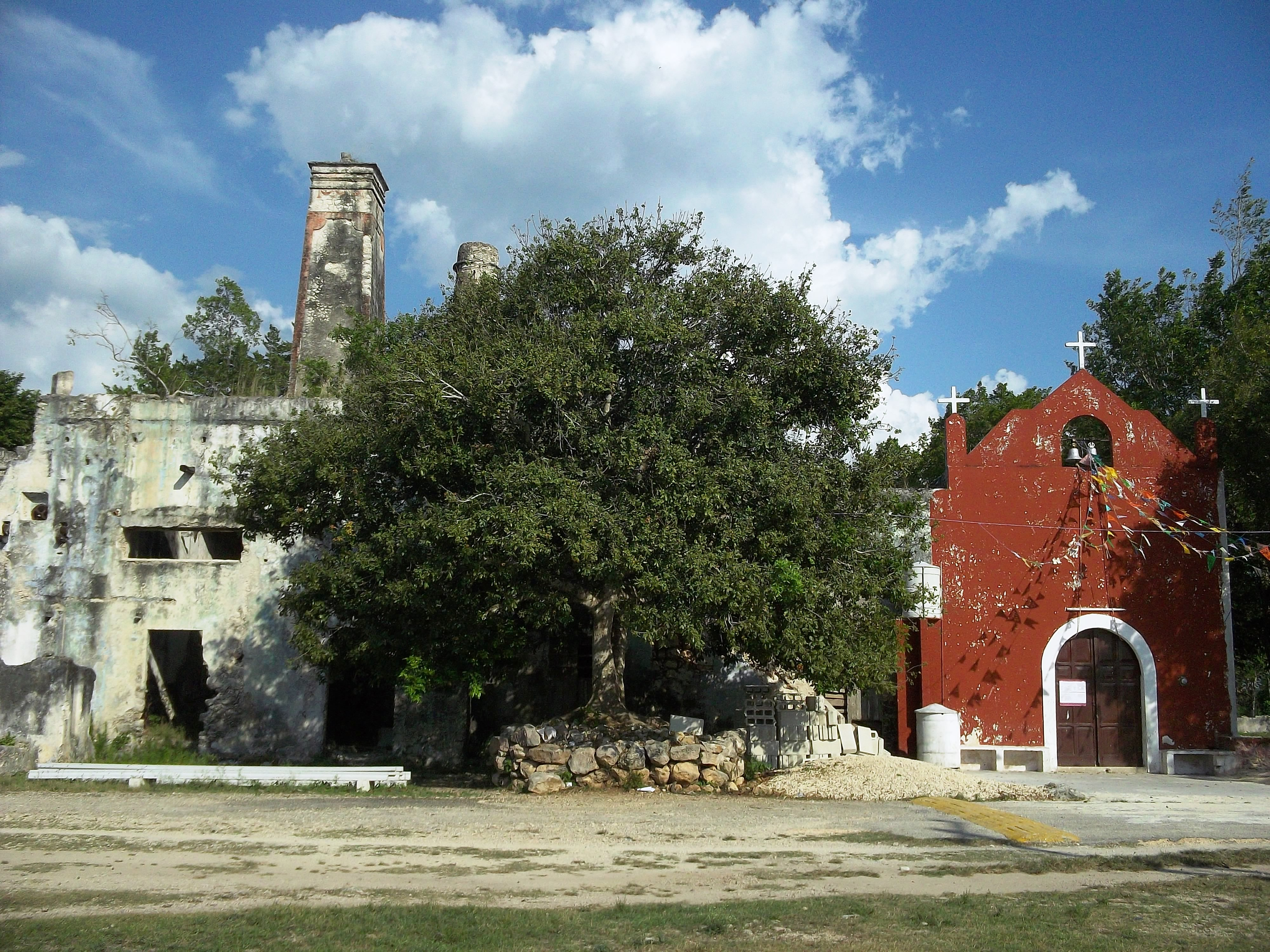
Vista de la hacienda San Juan Koop.
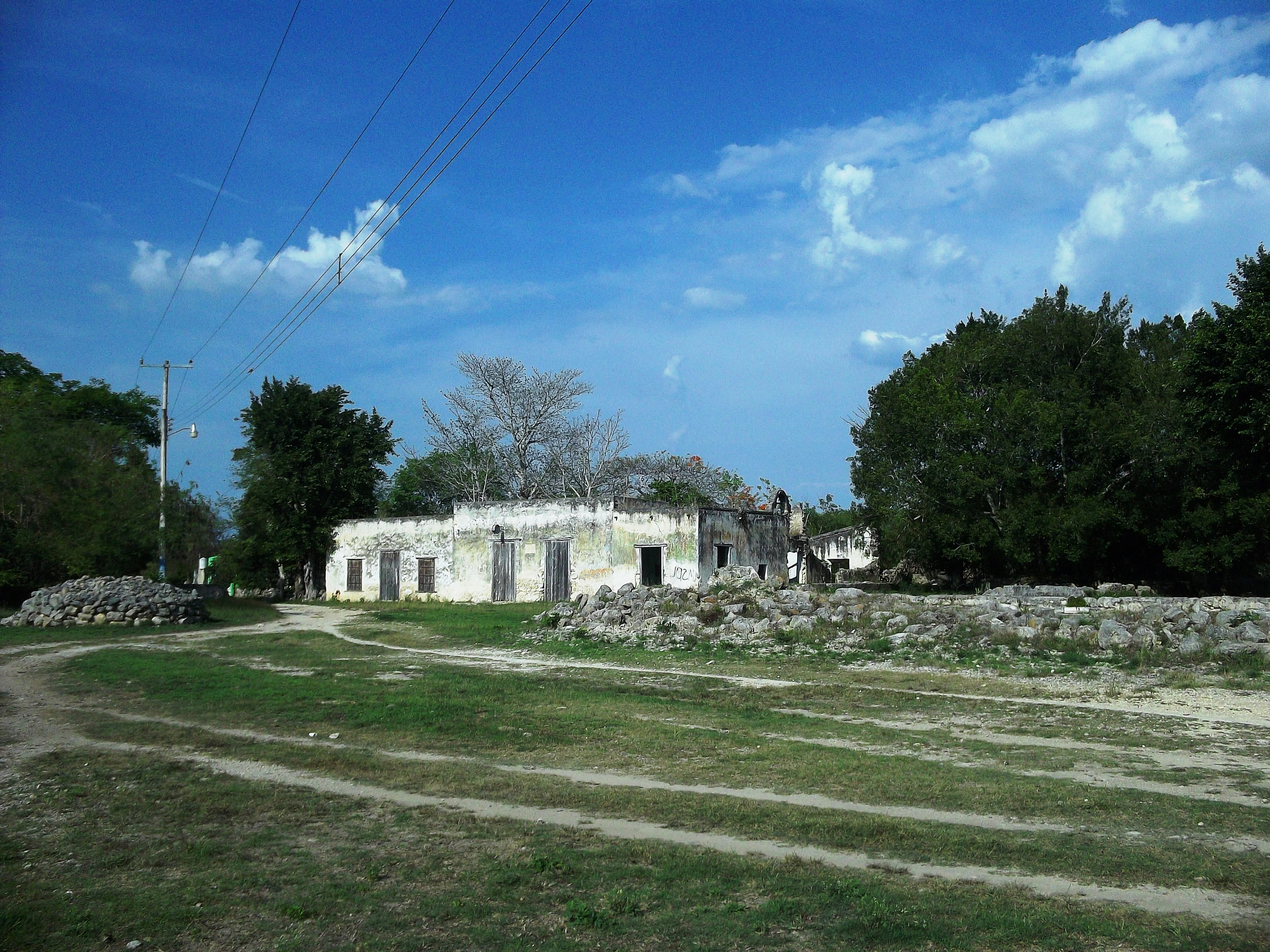
Vista de la hacienda San Juan Koop.
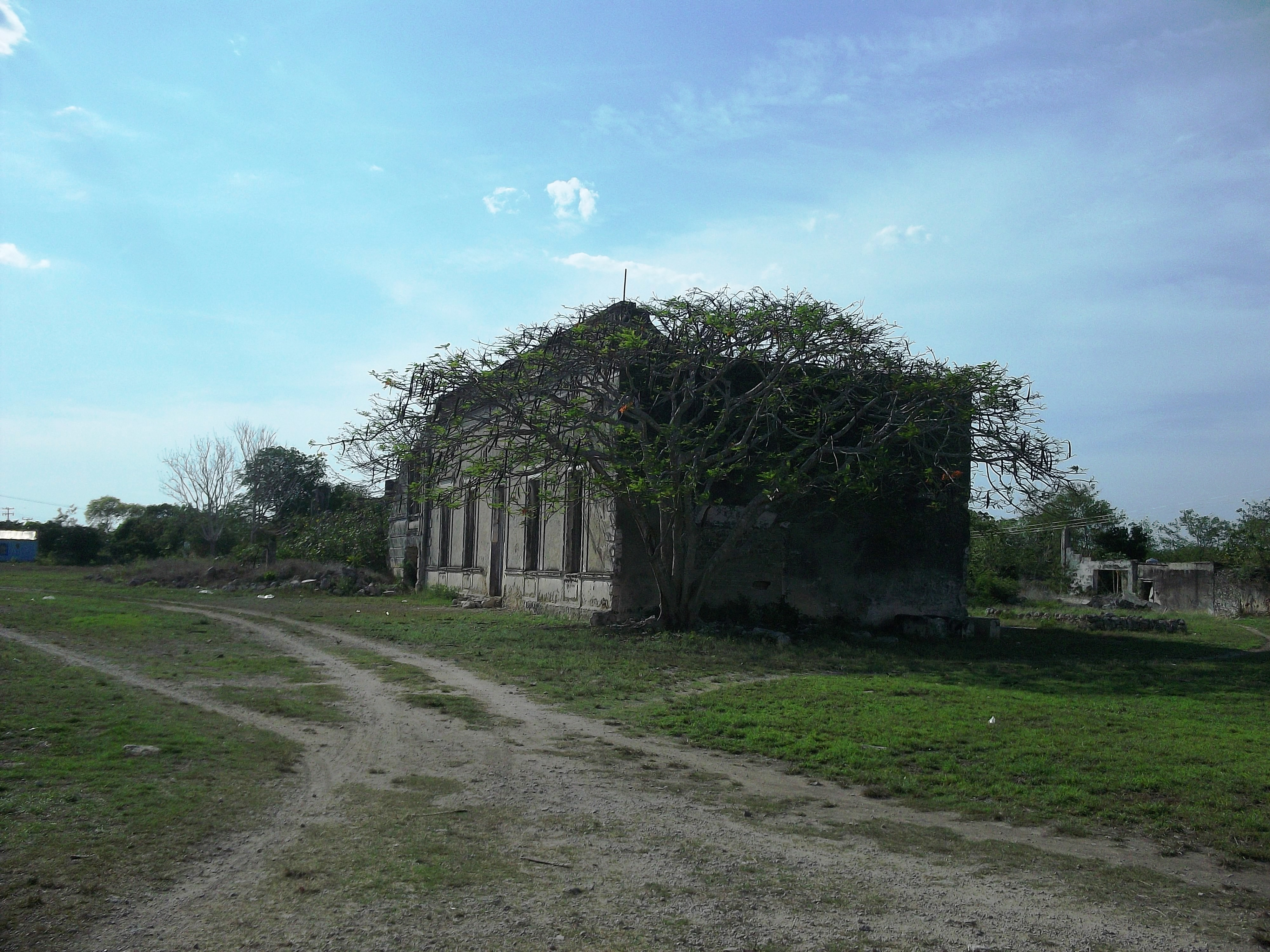
Vista de la hacienda San Juan Koop.
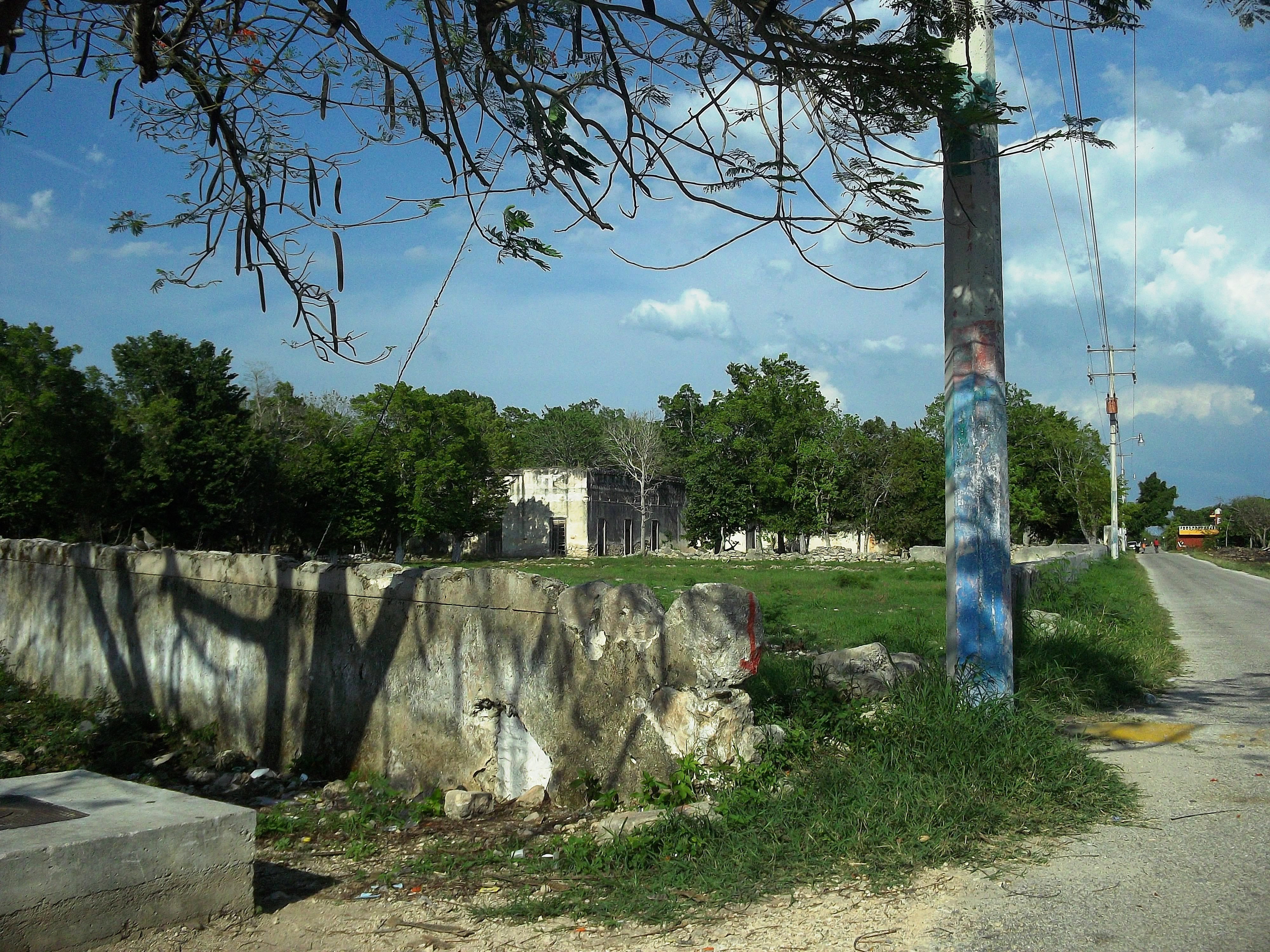
Vista de la hacienda San Juan Koop.
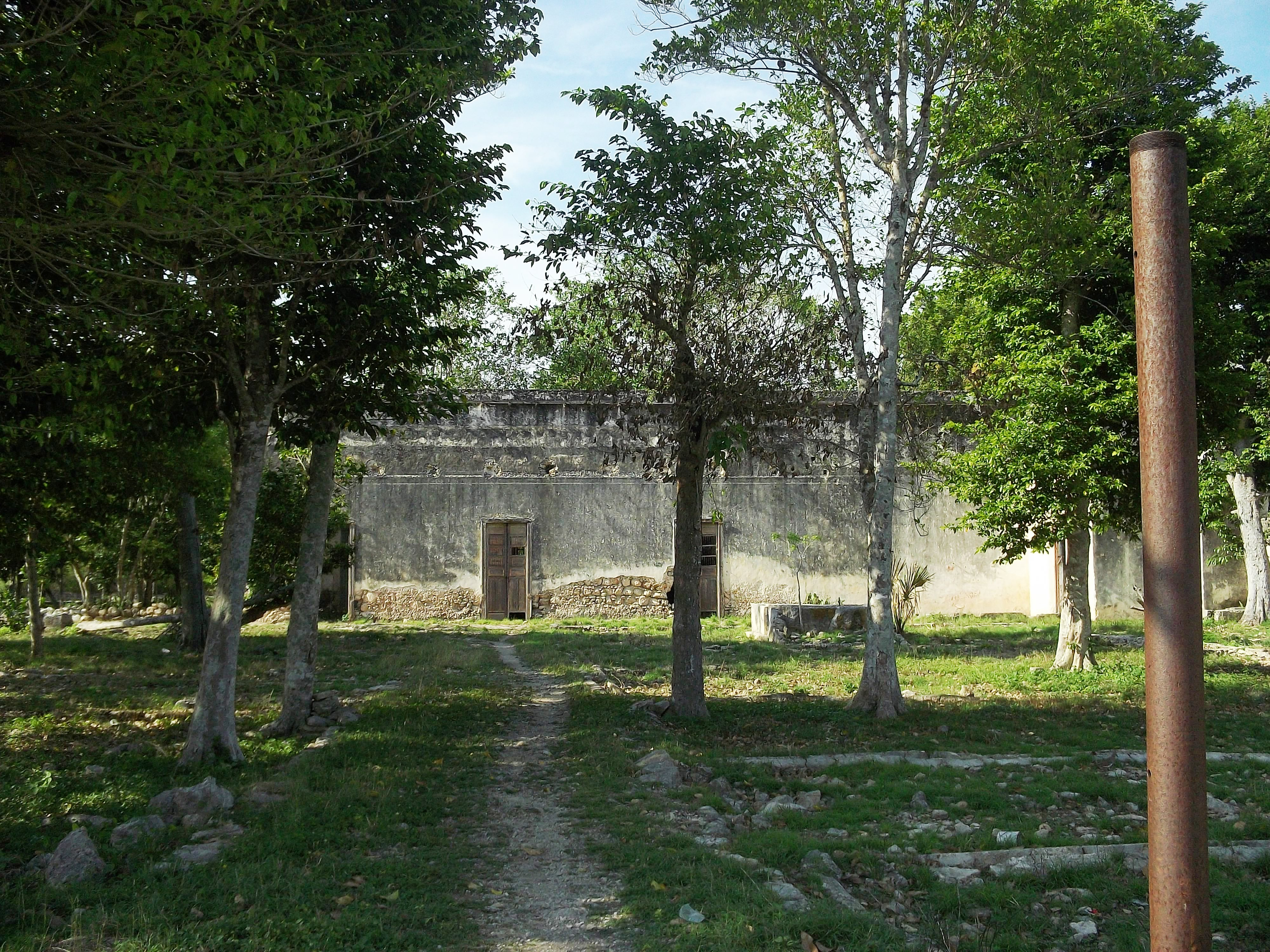
Vista de la hacienda San Juan Koop.
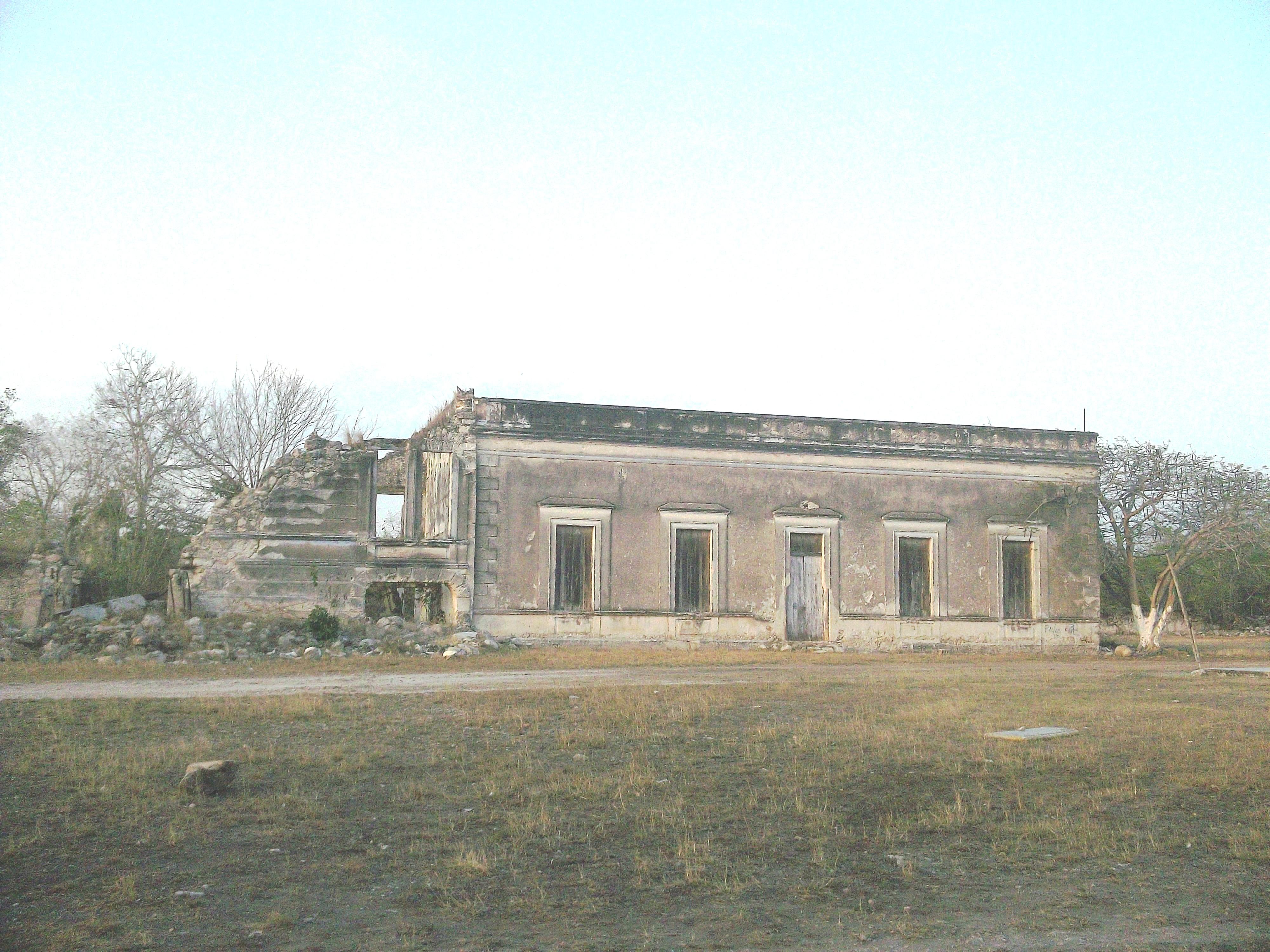
Vista de la hacienda San Juan Koop.
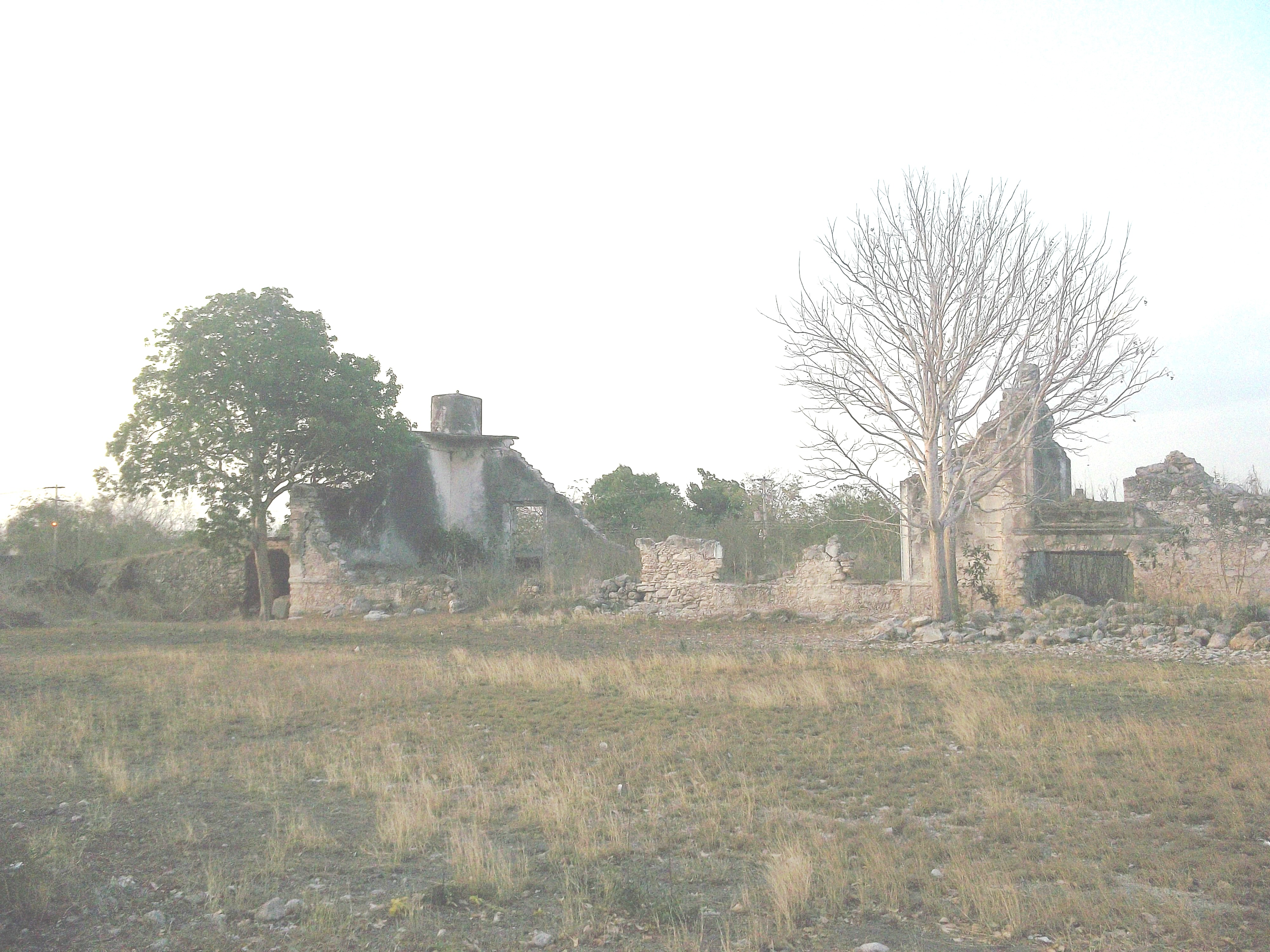
Vista de la hacienda San Juan Koop.
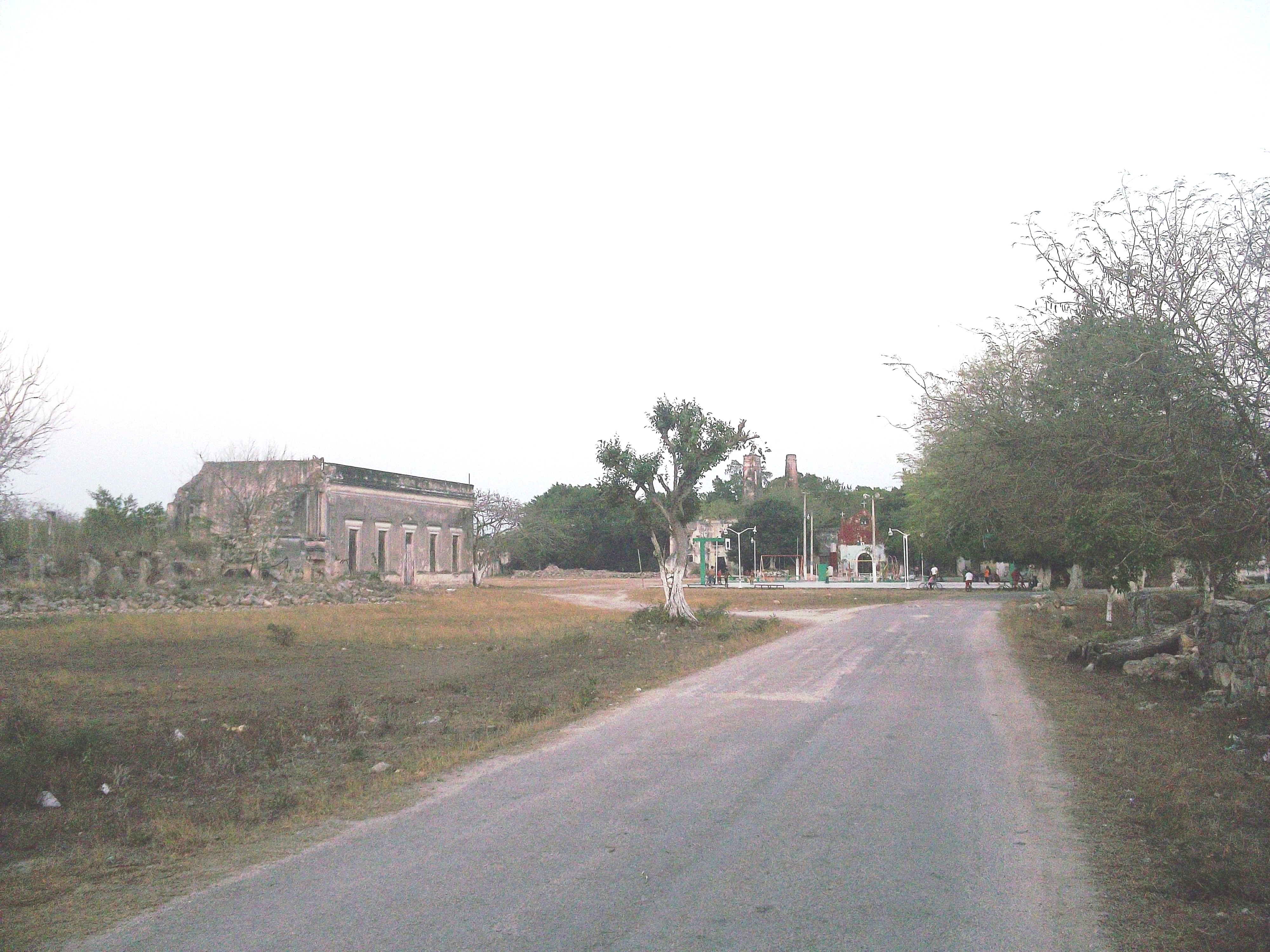
Vista de la hacienda San Juan Koop.
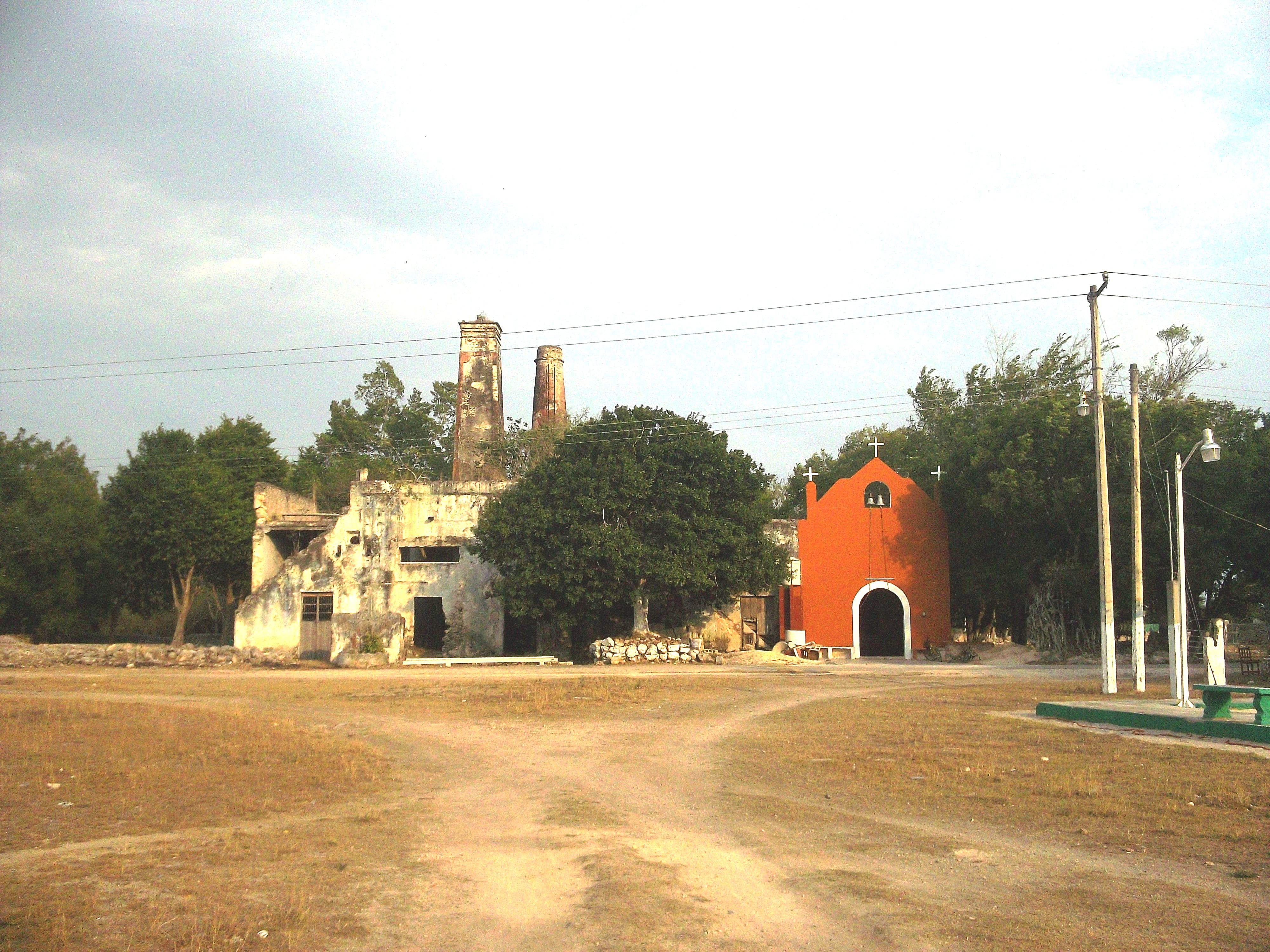
Vista de la hacienda San Juan Koop.
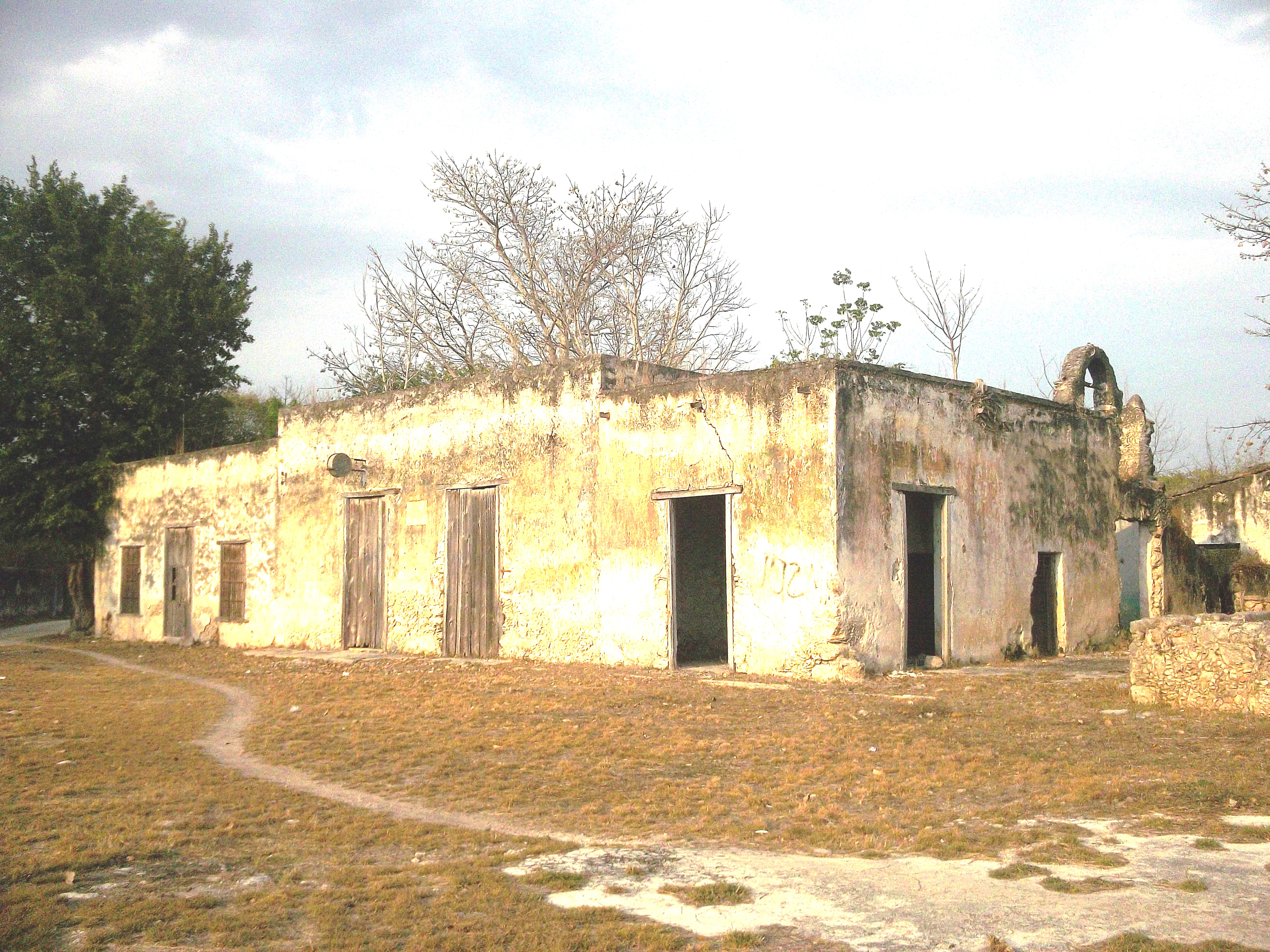
Vista de la hacienda San Juan Koop.
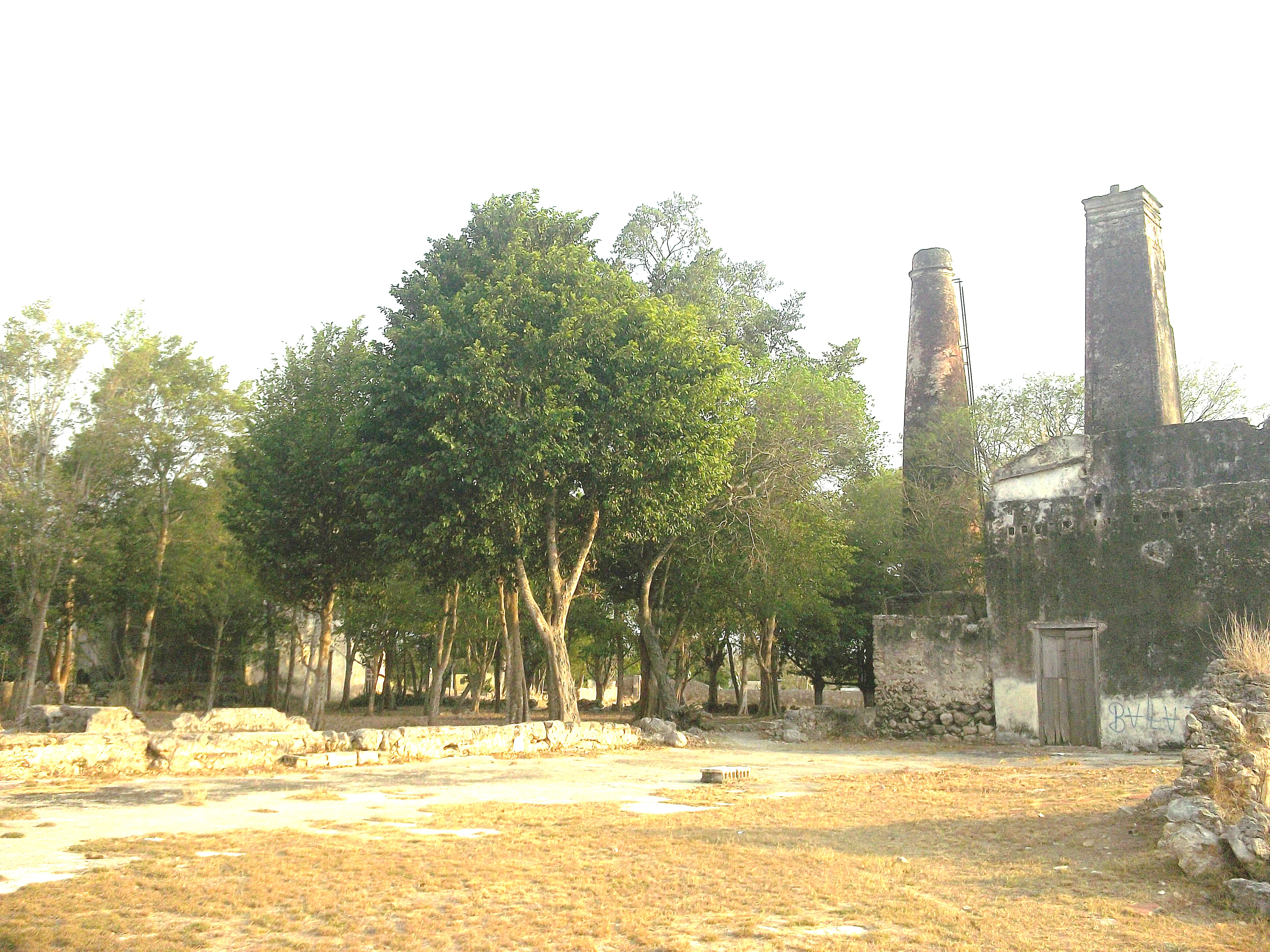
Vista de la hacienda San Juan Koop.